# Prads-Haute-Bléone
Prads-Haute-Bléone è un comune francese di 177 abitanti situato nel dipartimento delle Alpi dell'Alta Provenza della regione della Provenza-Alpi-Costa Azzurra.
Si trova all'inizio del corso del fiume Bléone.
Il suo territorio comunale è stato teatro dell'incidente aereo (deliberatamente provocato dal primo ufficiale) occorso il 24 marzo 2015 al volo Germanwings 9525 da Barcellona a Düsseldorf, che ha causato la morte di tutti i 150 occupanti di cui 144 passeggeri e 6 membri dell'equipaggio.

## Società

### Evoluzione demografica
Abitanti censiti